# Onthophagus gabonensis
Onthophagus gabonensis là một loài bọ cánh cứng trong họ Bọ hung (Scarabaeidae).